# Айбусак
Ереванский университет «Айбусак» (арм. Երևանի Հայբուսակ համալսարան) — университет в Ереване. Один из первых частных вузов независимой Армении.

## История
«Айбусак» был основан в 1990 году академиком Л. Арутюняном и таким образом стал одним из первых частных вузов независимой Армении. Университет получил государственную аккредитацию в 2001 году. Выпускники университета успешно работают как в Армении, так и за рубежом — в СНГ, Европе, США и т. д

## Факультеты
Университет имеет семь факультетов:
- Медицинский факультет
- Факультет международных отношений
- Факультет дизайна
- Факультет экономики
- Гуманитарный факультет
- Юридический факультет
- Факультет психологии

## Учёба
Стадия: степень бакалавра (4 года), магистр (2 года): студентами университета становятся как граждане Армении так и иностранные граждане. Образование проводится на трёх языках: армянском, русском и английском, по выбору студента.

## Ректор
Ректор — Сурен Левонович Арутюнян.